# Cabana Urlea
Cabana Urlea este situată în nord-estul crestei principale a Munților Făgăraș, pe culmea Moșului, la limita pădurii, în Poiana Curmăturii, la o altitudine de 1.533 m. Prima construcție a fost ridicată de către secția Făgăraș a SKV (Siebenburgischer Karpathenverein). Inaugurarea a avut loc la 3 iulie 1927. La 4 august 1935 a fost inaugurată oficial a doua construcție, cabana „nouă” fiind extinsă cu ocazia lucrărilor de renovare efectuate în anii 1981–1983. Din anul 2005 cabana este abandonată. În prezent se poate folosi pe post de refugiu.